# 麻谷站
麻谷站（：／ Magok yeok */?）是首都圈電鐵5號線沿線的一座地下車站，位於韓國首爾特別市江西區麻谷洞，韓語副站名為「Home & Shopping」（홈앤쇼핑）。

## 車站結構
站體為2面2線側式月台的地下車站，候車月台設有月台幕門，並有出口共7處。

### 月台配置
| 松亭 ↑ |
| \| 上  |
| ↓ 鉢山 |

| 月台 | 路線             | 目的地                                       |
| ---- | ---------------- | -------------------------------------------- |
| 上行 | ●首都圈電鐵5號線 | 金浦機場、傍花方向                           |
| 下行 | ●首都圈電鐵5號線 | 汝矣島、光化門、上一洞、河南黔丹山、馬川方向 |

## 歷史
- 1996年3月20日：首尔地铁5号线通車，但本站通車日程無限延期，因此僅過站不停靠。
- 2008年6月1日：受行人穿越道及交通號誌工程進度拖累，預定通車時程再延期。
- 2008年6月20日：開始營業。
- 2010年1月7日：升降機啟用。
- 2016年1月9日：1號出口改建為2號出口，新設1、6、7號出口

## 車站周邊
- Home & Shopping（朝鲜语：홈&쇼핑）
- 江西農產品批發市場
- 首爾植物園
- 壽命山近鄰公園
- LG科技園區
- 江西稅務署
- 道路交通公團（朝鲜语：도로교통공단）江西駕照試場
- 首爾南部出入國·外國人事務所（朝鲜语：서울남부출입국·외국인사무소）

## 圖片

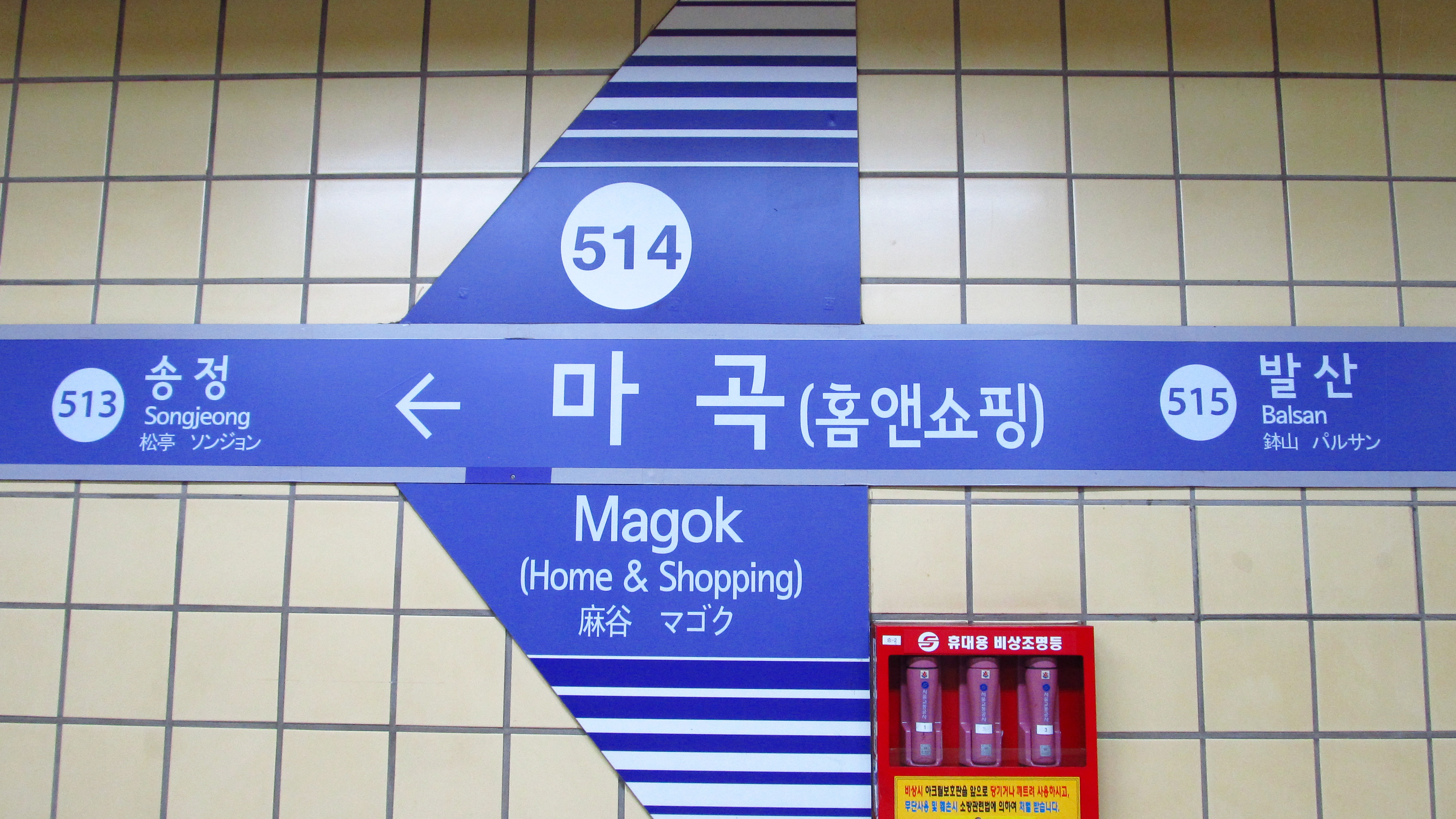
站名牌
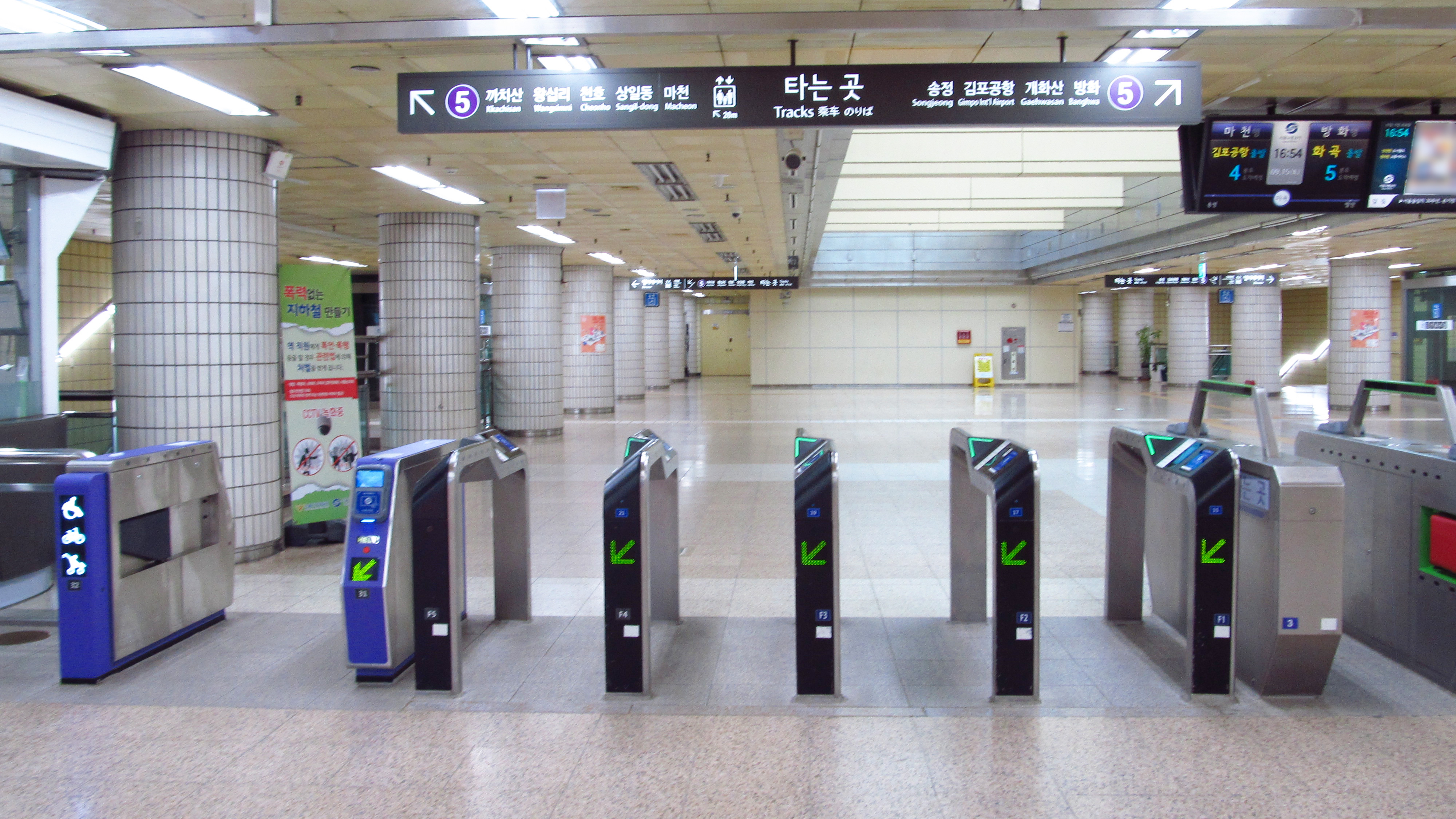
開放式票閘口
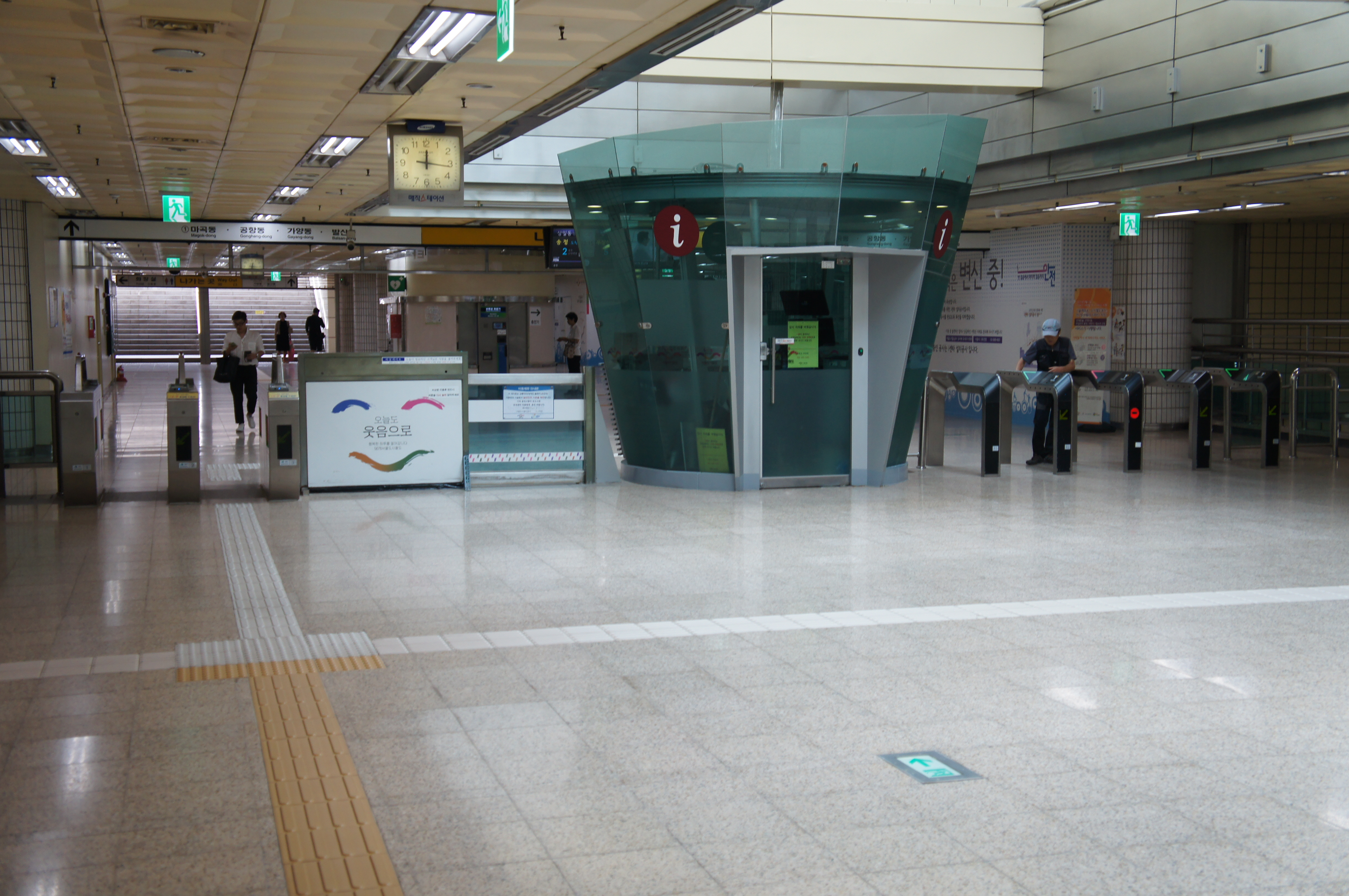
車站大廳
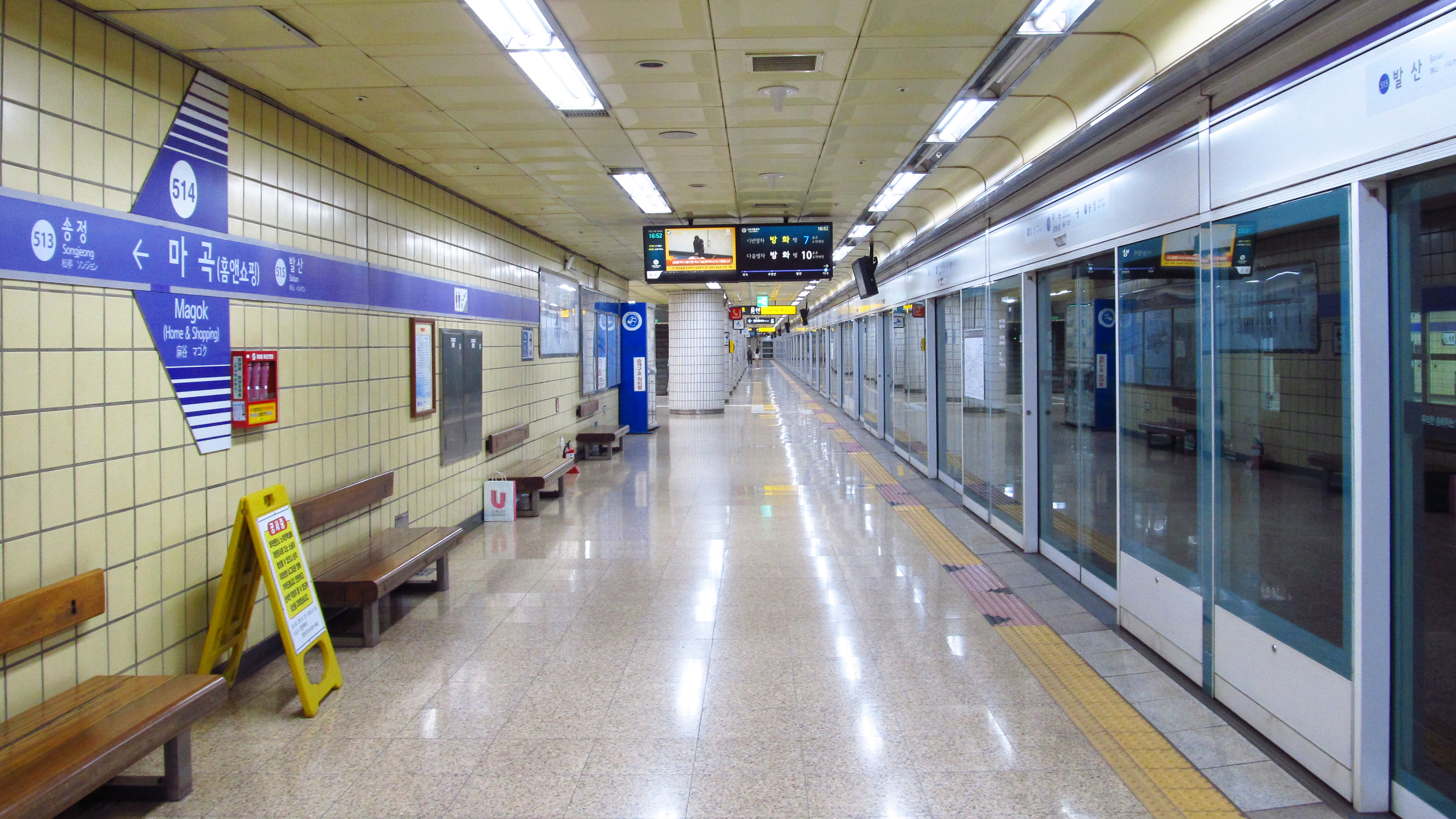
候車月台
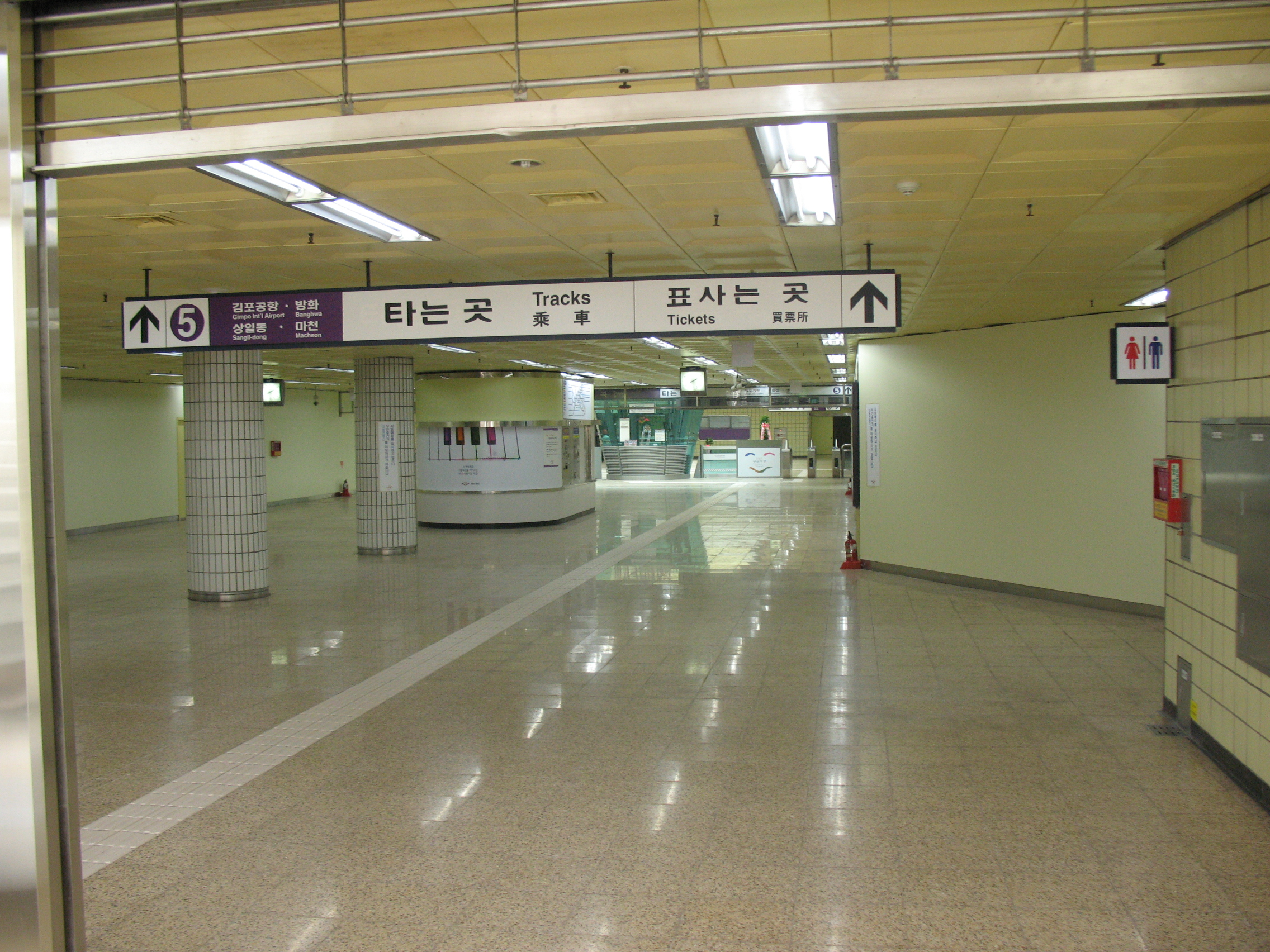
車站通道

## 相鄰車站
首爾交通公社
●首都圈電鐵5號線
松亭（513）－麻谷（514）－鉢山（515）